# Tierna Davidson
Pour les articles homonymes, voir Davidson.
Tierna Davidson, née le 19 septembre 1998 à Menlo Park, est une footballeuse américaine évoluant au poste de défenseur central.

## Biographie

### Carrière en club
Le 2 janvier 2024, elle signe un contrat jusqu'en 2026 avec le NY Gotham FC,.

### Carrière en sélection
Elle fait partie des 23 joueuses retenues pour disputer la Coupe du monde 2019 en France,.
Elle est sélectionnée pour les jeux olympiques 2024,. Elle manque le dernier match de groupe contre l'Australie en raison d'une gêne au genou,.

## Palmarès
- Vainqueur de la Coupe du monde 2019
- Championne olympique en 2024

## Vie privée
Tierna Davidson est ouvertement lesbienne,,.